# Севастопольський загін морської охорони
5-й ордена Червоного Прапора загін морської охорони (5 ЗгМО, в/ч 2382) — колишнє формування Морської охорони ДПСУ, що охороняло 216 миль (400 км) морського кордону, 8 445 кв. км територіальних вод і всю виключну (морську) економічну зону України – 82 480 кв. км. 
Виконує завдання з охорони державного кордону та суверенних прав України у виключній (морській) економічній зоні - у взаємодії з Керченським, Одеським загонами морської охорони та підрозділами Сімферопольського, Ізмаїльського, Білгород-Дністровського та Одеського прикордонних загонів та Одеської окремої авіаескадрильї.

## Історія

### Радянський період
7 лютого 1967 року Наказом Голови КДБ при Раді Міністрів СРСР на базі 34-го окремого загону сторожових кораблів сформована 5-та окрема бригада сторожових кораблів КДБ СРСР.
30 квітня 1975 року Указом Президії Верховної Ради СРСР Севастопольська окрема бригада сторожових кораблів нагороджена орденом Бойового Червоного Прапора. 6 травня 1975 Наказом Голови КДБ при Раді Міністрів СРСР 5 ОБСКР стала називатися 5-та Окрема Червонопрапорна бригада сторожових кораблів прикордонних військ КДБ СРСР.

### Роки незалежності
12 січня 1992 року 5-та окрема Червонопрапорна бригада прикордонних сторожових кораблів КДБ СРСР (в/ч 2382), стала першим морським з’єднанням у місті Севастополі, яке фактично у повному складі, за винятком декількох чоловік, прийняло присягу на вірність народу України.
25 березня 1992 р. Наказом Голови Державного комітету у справах охорони державного кордону № 021 бригада отримала назву - 5-та бригада прикордонних кораблів  Прикордонних військ України.
18 листопада 2000 р. Наказом Голови Держкомкордону за № 148 5-та ордена червоного прапора бригада прикордонних сторожових кораблів спеціального призначення Державної прикордонної служби України перейменована в 5-й ордена червоного прапора спеціальний загін кораблів Морської охорони Державної прикордонної служби України.
27 червня 2004 р. близько 08:00 під час шторму в районі бухти Ласпі екіпаж катера «Ватутінец» BG-117, Севастопольського загону морської охорони ДПСУ врятував з води чотирьох чоловік.
З 2005 року на базі Севастопольського загону Морської охорони Азово-Чорноморського регіонального управління створена спеціальна група різнорідних сил та засобів, до якої увійшли кораблі від Керченського та Одеського загонів Морської охорони, прикордонна авіація. У 2005 - 2006 рр. відбулися зміни в тактичному застосуванні морських частин прикордонних військ України. Замість проведення масштабних, і вельми дорогих морських операцій, був проведений перехід на регулярну службу, з використанням оперативної інформації з різних джерел.
4 жовтня 2012 року до Севастопольського загону прибуло чергове «поповнення» - два сучасних катери UMS-1000 (BG-16 та BG-17), побудовані на вітчизняному підприємстві. Минулого року загін уже отримав два катери цього типу, які виконують завдання прикордонної служби в виключно морській (економічній) зоні.
11 грудня 2012 р. у Балаклаві відбулися урочисті заходи з нагоди вручення Севастопольському загону МО першого в своїй серії катеру пр. 58130 шифр "Орлан" і чотирьох катерів проєкту "UMS-1000" для охорони морського кордону.

### Анексія Криму
Вранці 28 лютого 2014 р. відбулася спроба блокування Севастопольського загону морської охорони Держприкордонслужби України. Близько 30 військовослужбовців 810-ї бригади морської піхоти ЧФ РФ на чотирьох автомобілях прибули до Севастопольського загону МО. Вони розташувалися перед КПП загону і оточили його. На висотах навколо загону розміщені снайпери. Також вранці ракетний катер ЧФ ВМФ Росії «Івановець» (б/н 954) зупинився на відстані 5-ти кабельтових від берега на рейді Балаклавської бухти, нібито через поломку двигуна. Того ж дня, 28 лютого, Балаклавську бухту Севастополя покинули всі ходові кораблі і катери морської охорони України.
1 березня 2014 р. з 12:45 озброєні люди в формі спецназу в кількості близько 300 чоловік в повній бойовій екіпіровці здійснюють спробу захоплення Севастопольського загону Морської охорони. Також задіяно приблизно 10 одиниць автотехніки. 2 березня російські військові покинули територію загону морської охорони ДПСУ.
2 березня 2014 р. до Одеського порту прибули 12 передислокованих одиниць корабельно-катерного складу Севастопольського та Ялтинського загонів морської охорони.
18 березня 2014 року державна прикордонна служба України почала виведення персоналу та обладнання морської охорони з Криму.

## Корабельний склад
Станом на лютий 2014 року
- Два кораблі морської охорони проєкту 1241.2 «Григорій Куроп'ятников» та «Григорій Гнатенко» (б/н BG-50 та BG-52 відповідно)
- корабель морської охорони проєкту 205П «Миколаїв» (б/н BG-57)
- Допоміжне прикордонне судно «Аметист» (б/н BG-58)(шхуна проєкту "Челик")
- Катери морської охорони проєкту 1400М «Гриф-М» (з б/н BG-100, -102, -115, -116, -117)
- Катер морської охорони проєкту 58130 «Балаклава» (б/н BG-200)
- Малі катери морської охорони проєкту 50030 «Калкан» - 4 од.
- Малі катери морської охорони проєктів «Galeon 280» та «Galia 640» - по одному.

## Командири
- капітан 1-рангу Ігор Алфер'єв (1988-1996(98) рр.)
- капітан 1-рангу Ігор Івах (2000-2004 рр.)
- тво командира Володимир Власов (2004 р.)
- капітан 2-рангу Олег Костур (2005-2010 рр.?)
- капітан 2-рангу Ігор Ткачук (2012-2013 рр.)